# Mercedes-Benz R 231
Der Mercedes-Benz R 231 ist ein Roadster des deutschen Automobilherstellers Daimler (heute Mercedes-Benz Group). Er stellt die sechste Generation des SL dar und löst den elf Jahre lang produzierten Vorgänger R 230 ab. Er wurde im Mercedes-Benz Werk Bremen produziert. Das Fahrzeug wurde erstmals am 15. Dezember 2011 der Weltöffentlichkeit vorgestellt. Es feierte seine offizielle Weltpremiere auf der North American International Auto Show im Januar 2012 und gelangte am 31. März 2012 auf den europäischen Markt. Der Grundpreis lag zur Markteinführung bei 93.534 Euro für den SL 350. Nach Produktionsende Mitte 2020 wurde im Oktober 2021 das Nachfolgemodell Mercedes-AMG R 232 vorgestellt.

## Design

### Exterieur

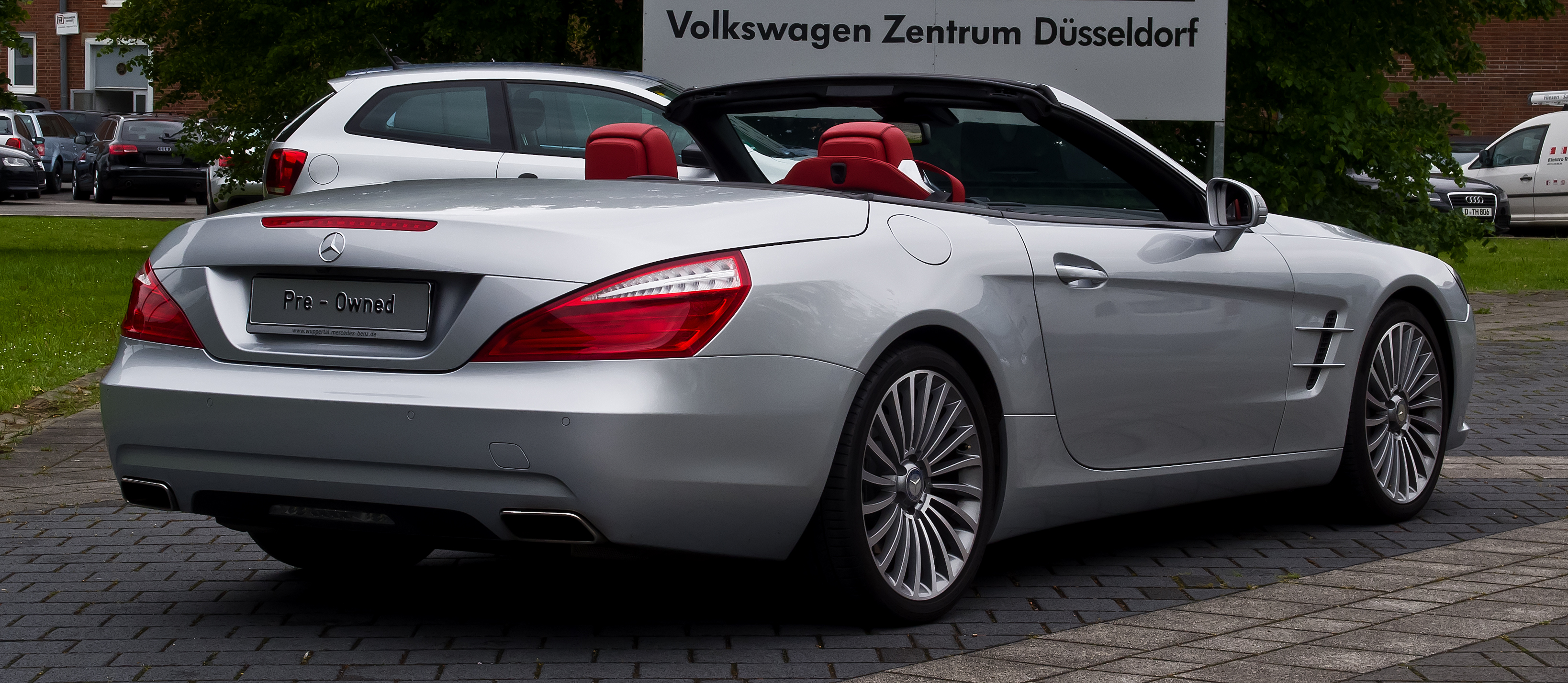
Heckansicht

Im Gegensatz zu den vorangegangenen Modellwechseln des SL bringt die Ablösung des R 230 durch den R 231 keine derart radikalen Änderungen mit sich, wie es beispielsweise beim Erscheinen des R 230 im Jahre 2001 war. Die klassischen Proportionen eines Roadsters, die eine lange Motorhaube und ein kurzes Heck ausmachen, blieben auch bei der siebenten Generation erhalten. An der Front steht die Kühlermaske, die optisch nicht mehr in die Motorhaube integriert, sondern separat gestaltet ist, nun aufrecht. Im Kühlergrill ist das Markenlogo von Mercedes-Benz mit nur noch einer Mittelstrebe integriert. Im Vergleich zum Vorgänger wurden die Scheinwerfer weiter außen platziert, behielten dabei jedoch ihre in der Schräge gekippte Stellung. In den äußeren Bereichen des Stoßfängers befindet sich nun auch beim R 231 das Tagfahrlicht in Form von LED-Tagfahrlichtbändern. Die Seitenlinie steigt nach hinten hin nur noch minimal an. Der seitliche Lufteinlass am Kotflügel wurde im Vergleich zum Vorgängermodell etwas vergrößert. Das Heck wurde weniger stark verändert. Die LED-Heckleuchten wurden leicht vergrößert und deren oberes Ende ragt nun weiter in die Seite herein. Im Gegensatz zu den Vorgängern befinden sich die Rückspiegel mit integrierten Blinkern wie schon im CLS auf den Türflanken.

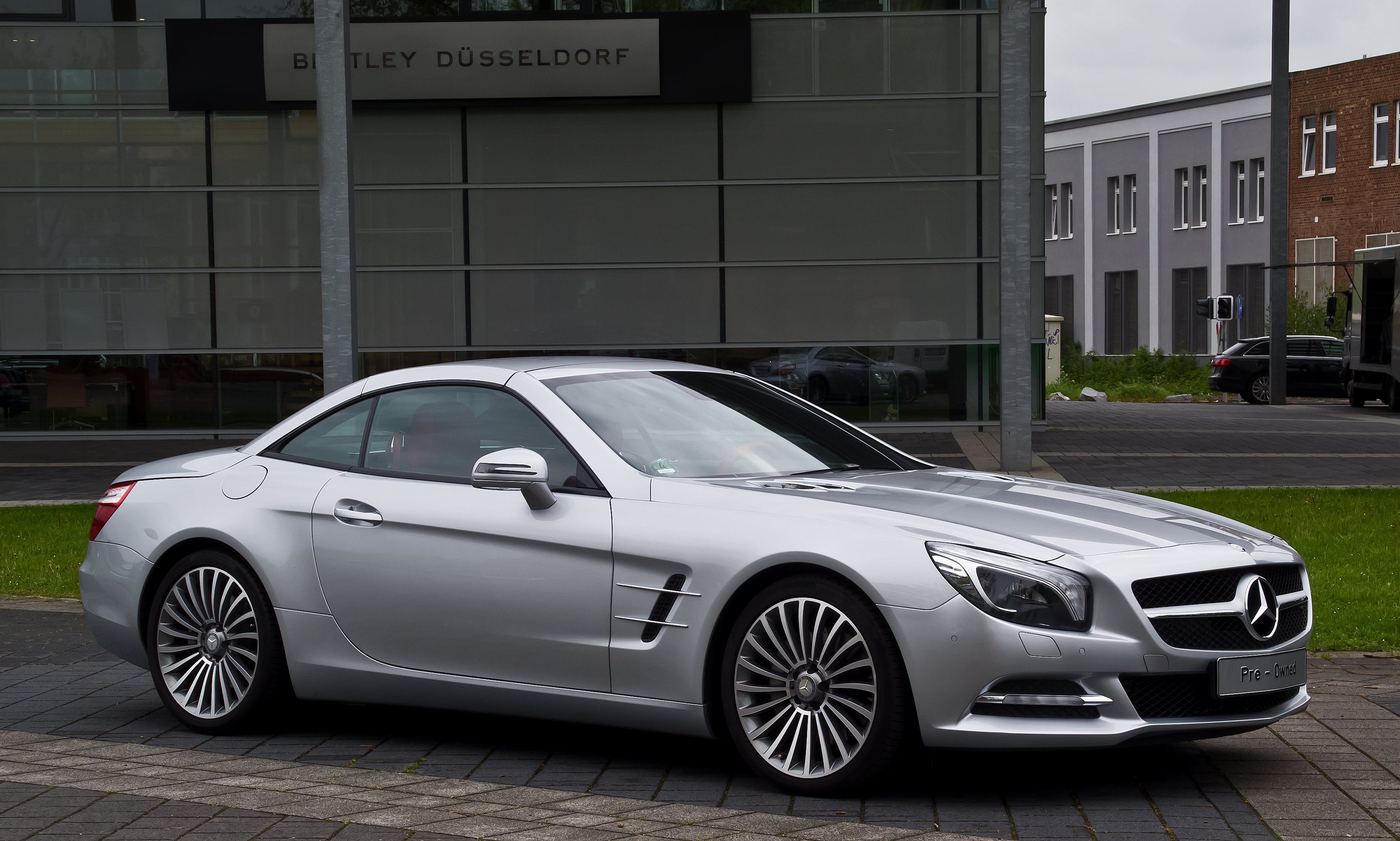
SL 350, geschlossen (2012–2016)
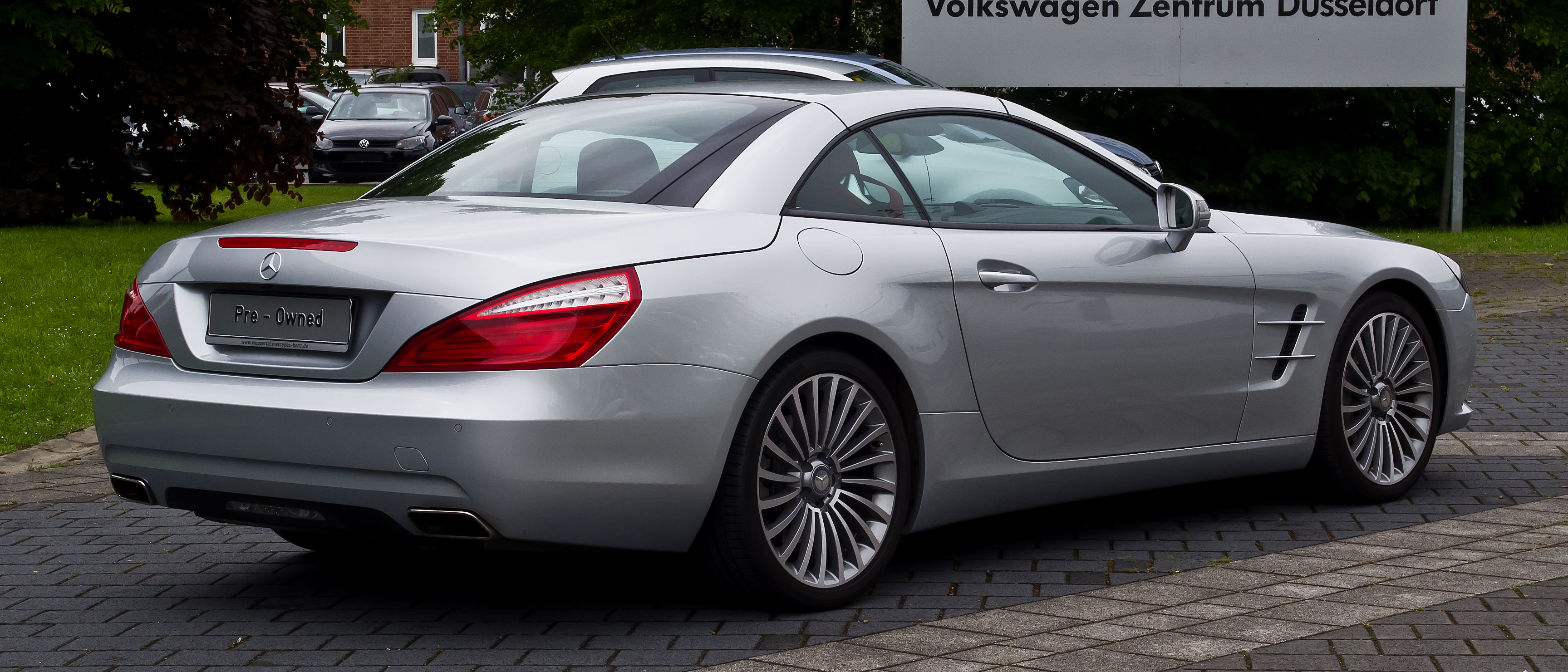
Heckansicht

### Interieur

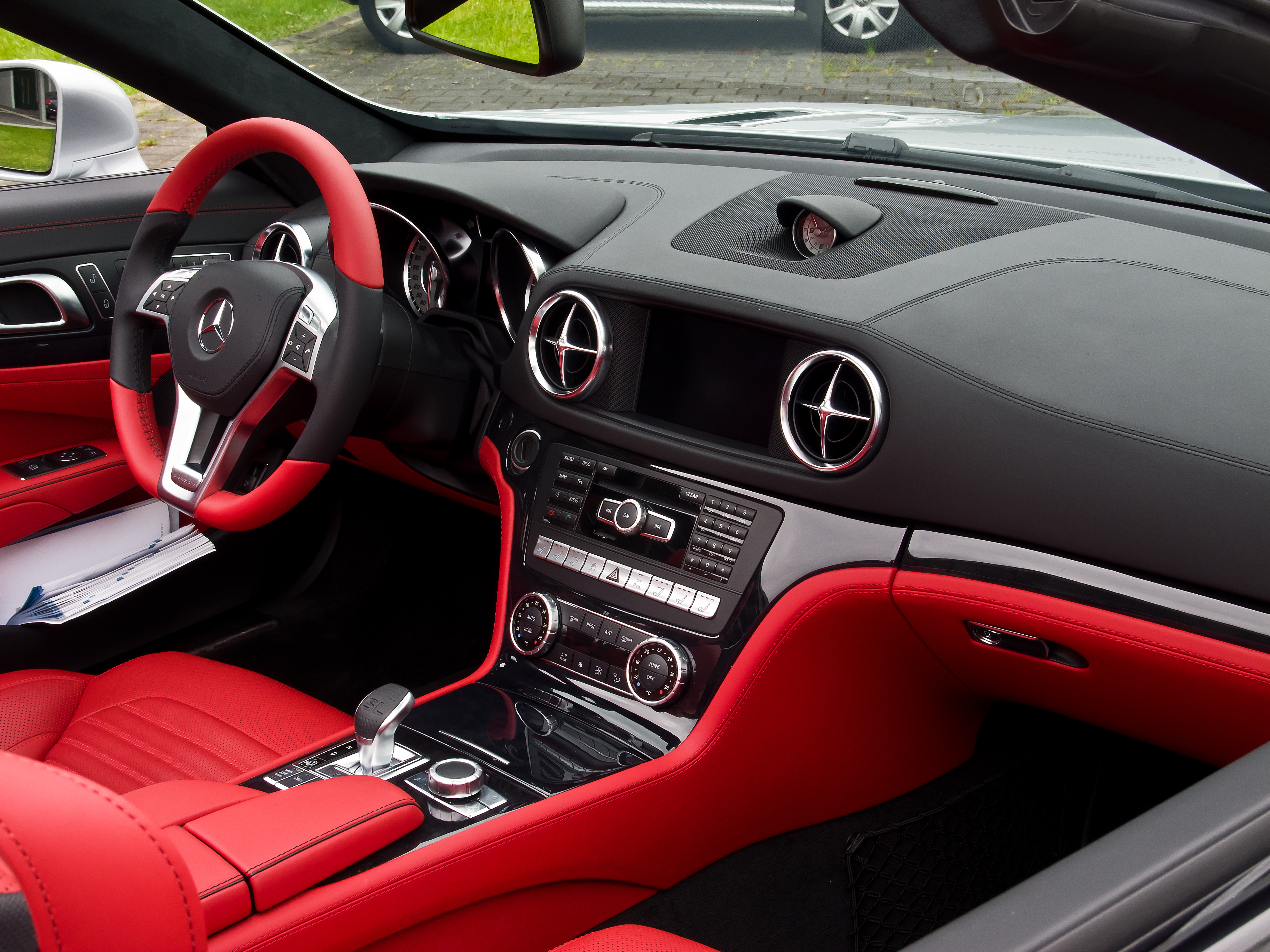
Instrumententafel und Lenkrad des R 231

Im Innenraum erhält der Roadster ein beledertes Dreispeichen-Lenkrad mit Aluminium-Doppelstrebe. Ebenfalls neu ist das Kombi-Instrument, das zwar weiterhin zwei klar gezeichnete, analoge Rundinstrumente mit jeweils einem weiteren kleinen Rundinstrument hat. Zwischen ebendiesen befindet sich nun aber ein 11,4 cm großes Multifunktions-Display. An der Instrumententafel ist nun ein großes Zierelement angebracht, was die Wertigkeit erhöhen soll. Das Zentral-Display des Navigationssystems mit einer Diagonale von 17,8 cm befindet sich zwischen zwei Lüftungsdüsen im Kreuz-Design aus Aluminium, was Anleihen zum SLS AMG zeigt, und ist nun in das Instrumententafel-Oberteil integriert. Unterhalb des Bildschirmes befindet sich eine bis hin zur Armauflage fließende Bedieneinheit aus zwei getrennten Abteilen; oben beginnend mit der Bedienung des Radios und des Navigationssystems und darunter die Klimaregler. Die Bedienknöpfe sind aus Aluminium gefertigt. Mit einem vor der Mittelarmlehne liegenden Dreh- und Drückknopf werden Radio und Navigationssystem bedient. Daneben befindet sich der nun deutlich verkleinerte Automatik-Wählhebel.

## Ausstattung und Pakete

### Serienausstattung

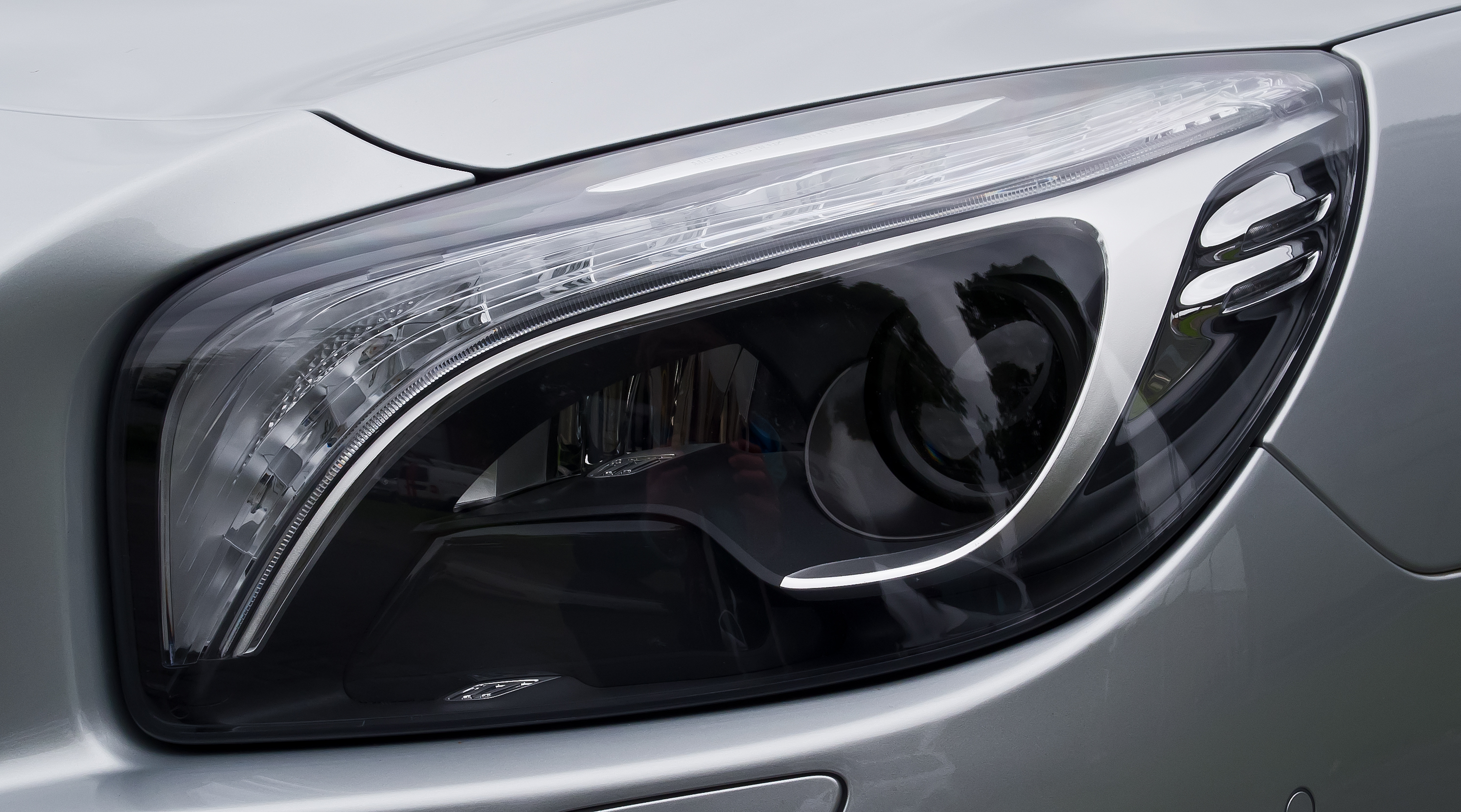
Intelligent Light System

Der SL hat serienmäßig ASR, ABS, BAS, ESP, das 7-Gang-Automatikgetriebe 7G-Tronic Plus mit einer Schaltpunktanzeige und der Start-Stopp-Automatik ECO Start-Stopp, crashaktive Neck-Pro-Kopfstützen und sechs Airbags – zweistufige Airbags Fahrer und Beifahrer, zwei Sidebags in den Sitzen, die den Oberkörper bei einem Seitenaufprall schützen, und zwei Headbags in den Türen, die den seitlichen Kopfaufprallbereich abdecken, eine sich bei einem Aufprall um 85 mm anhebende aktive Motorhaube, der Müdigkeitserkennung Attention Assist, eine Berganfahrhilfe, eine elektrische Feststellbremse und das Radio Comand. Ab dem Modell SL 500 ist das in 3D wiedergebende Multimedia-System Comand, das die Sprachsteuerung Linguatronic enthält, serienmäßig. Dieses weist auch einen Internetzugang auf. Eine Direktlenkung mit Sicherheitslenksäule, die höhen- und längsverstellbar ist und die Zweizonen-Klimatisierungsautomatik sind auch serienmäßig. Darüber hinaus ist dieses Modell mit einem adaptiv und blinkend wirkenden Bremslicht und dem von Mercedes-Benz Adaptive Brake genannten Bremssystem ausgestattet. Ebenso gehören der Fahrlicht-Assistent, Bi-Xenon-Frontscheinwerfer mit dem Intelligent Light System, LED-Heckleuchten, Tagfahrlicht und ein Tempomat mit variabler Geschwindigkeitsbegrenzung Speedtronic mit Bremseingriff zur Serie. Ferner zählen eine beheizbare Heckscheibe, wärmedämmendes Grünglas, beheizbare Außenspiegel, ein Regensensor, acht Lautsprecher mit Frontbass-System, ein Fahrwerk mit adaptiven Dämpfungssystem, das Insassenschutzsystem Pre-Safe und die sogenannte Torque Vectoring Brake, ein Bremssystem, das einseitige Bremseingriffe am kurveninneren Hinterrad vornimmt, um ein Untersteuern zu verhindern, zum Serienumfang.

### Sonderausstattung
Als Sonderausstattung werden das Active Body Control-Fahrwerk, Multifunktionslenkrad in Leder-/Holz-Ausführung, die Kopfraumheizung Airscarf, ein Panorama-Dach (ab Dezember 2012 serienmäßig), das auf Wunsch auch mit Magic Sky Control erhältlich ist, ein elektrisches Windschott, ein sechsfacher DVD-Wechsler und ein TV-Tuner angeboten. Darüber hinaus können das Surround-Soundsystem Harman Kardon Logic 7 mit 14 Lautsprechern und einer Leistung von 600 Watt und das Surround-Soundsystem Bang & Olufsen BeoSound AMG mit zwölf Lautsprechern, zwei Hochtönern und einer Gesamtleistung von 900 Watt, ein aktiver Park-Assistent und das schlüssellose Zugangssystem Keyless-Go, das eine freihändige und berührungslose Öffnung des Kofferraums und erstmals in einem Fahrzeuge auch denselben Vorgang des Schließens beinhaltet, bestellt werden. Außerdem gibt es eine Vielzahl an Assistenzsystemen wie beispielsweise Distronic Plus, einen aktiven Spurhalte- und aktiven Totwinkel-Assistenten sowie diverse Lederpolsterungen, Aluminium- und Holzzierleisten.

### Pakete und Sondermodelle

#### Sport-Paket AMG
Auf Wunsch wird das Sport-Paket AMG angeboten, das eine Front- und Heckschürze, Seitenschweller im AMG-Design und glanzgedrehte 19-Zoll-AMG-Leichtmetallräder mit 5 Speichen umfasst. Technisch unterscheiden sich Fahrzeuge mit diesem Paket durch ein Sportfahrwerk, das auch abwählbar ist, mit um 10 mm tiefer gelegter Karosserie und einer Bremsanlage mit gelochten, größeren Bremsscheiben. Im Innenraum unterscheidet sich dieses Paket durch andere Sitze und (abwählbare) Paspeln in weißem Designo-Leder. Weiterhin umfasst das Sport-Paket AMG schwarze Fußmatten von AMG und ein perforiertes Multifunktions-Sportlenkrad mit Schaltwippen.

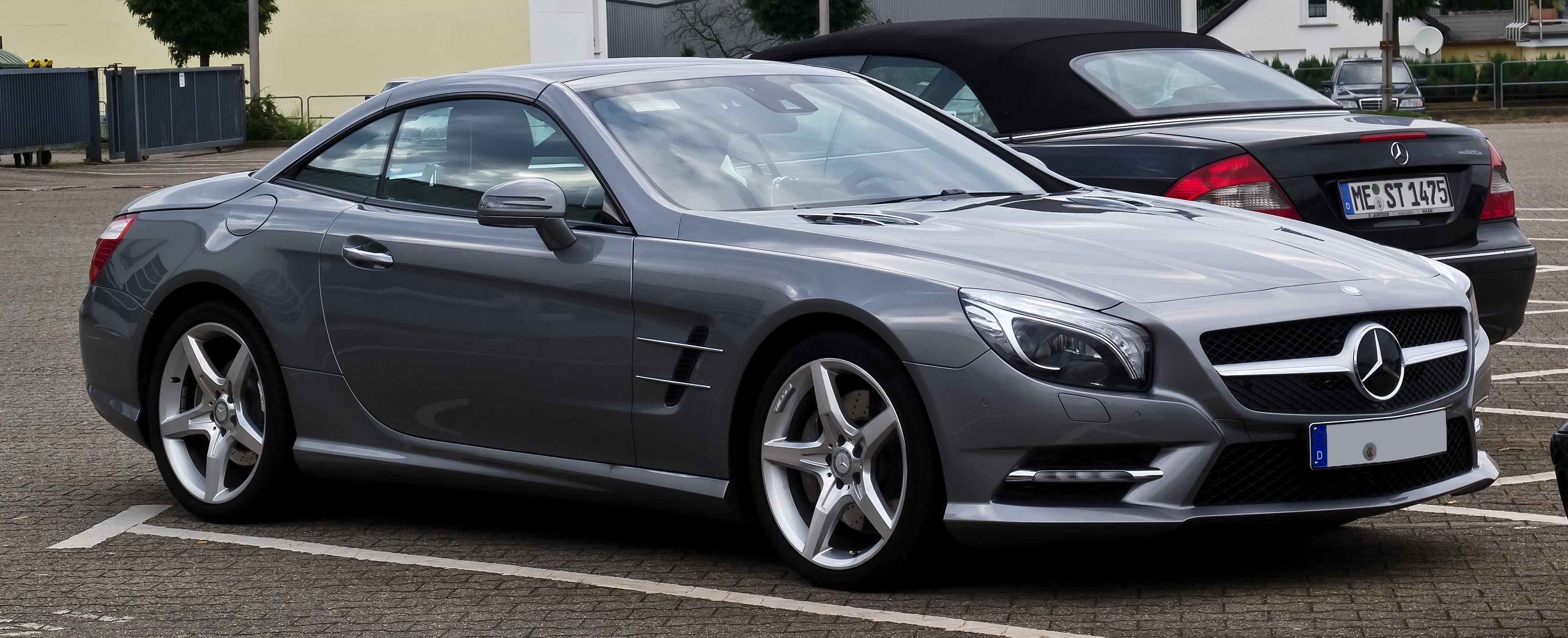
SL 500 Sport-Paket AMG (2012–2016)
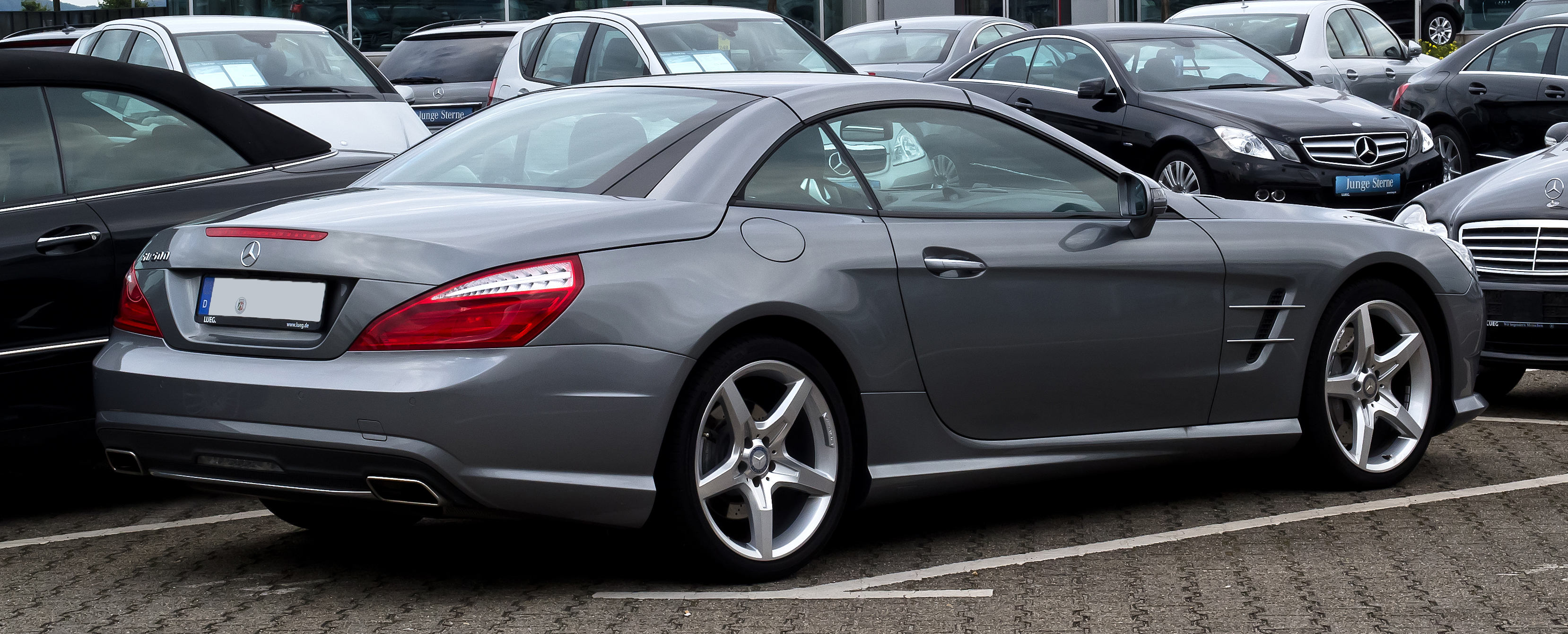
Heckansicht

#### SondermodellEdition 1
Zum Marktstart wird das Sondermodell Edition 1 angeboten, das das Sport-Paket AMG umfasst und darüber hinaus mit einem Panorama-Glasdach ausgestattet ist. Im Innenraum sind Armaturenbrett, Lenkrad und Sitze mit rotem (classicrot) oder weißem (tiefweiß) designo-Leder bezogen. Weiterhin umfasst dieses Paket das Surround-Soundsystem Harman Kardon Logic 7, Zierteile aus Aluminium, eine Ambientebeleuchtung und die Kopfraumheizung Airscarf.

#### SondermodellSLundSL AMG 2LOOK Edition
Ab dem Frühjahr 2014 wird das Sondermodell 2LOOK Edition angeboten. Die 2LOOK Edition setzt auf das bewusste Spiel mit farblichen Kontrasten: Der SL (P38, als SL 350 oder SL 500 erhältlich) ist in magnetitschwarz metallic außen und diversen platinweißen Elementen im Innenraum designt, der SL AMG (P42, als SL 63 AMG oder SL 65 AMG erhältlich) ist in kaschmirweiß magno sowie einem in hochglanzschwarzen Variodach lackiert. Darüber hinaus setzen mattschwarz lackierte 10-Speichen-Schmiederäder oder auch verschiedene Anbauteile bis hin zur schwarz verchromten AMG Sport-Abgasanlage Akzente.

#### SondermodellGrand Edition
Auf dem 89. Genfer Auto-Salon im März 2019 wurde das Sondermodell Grand Edition präsentiert.

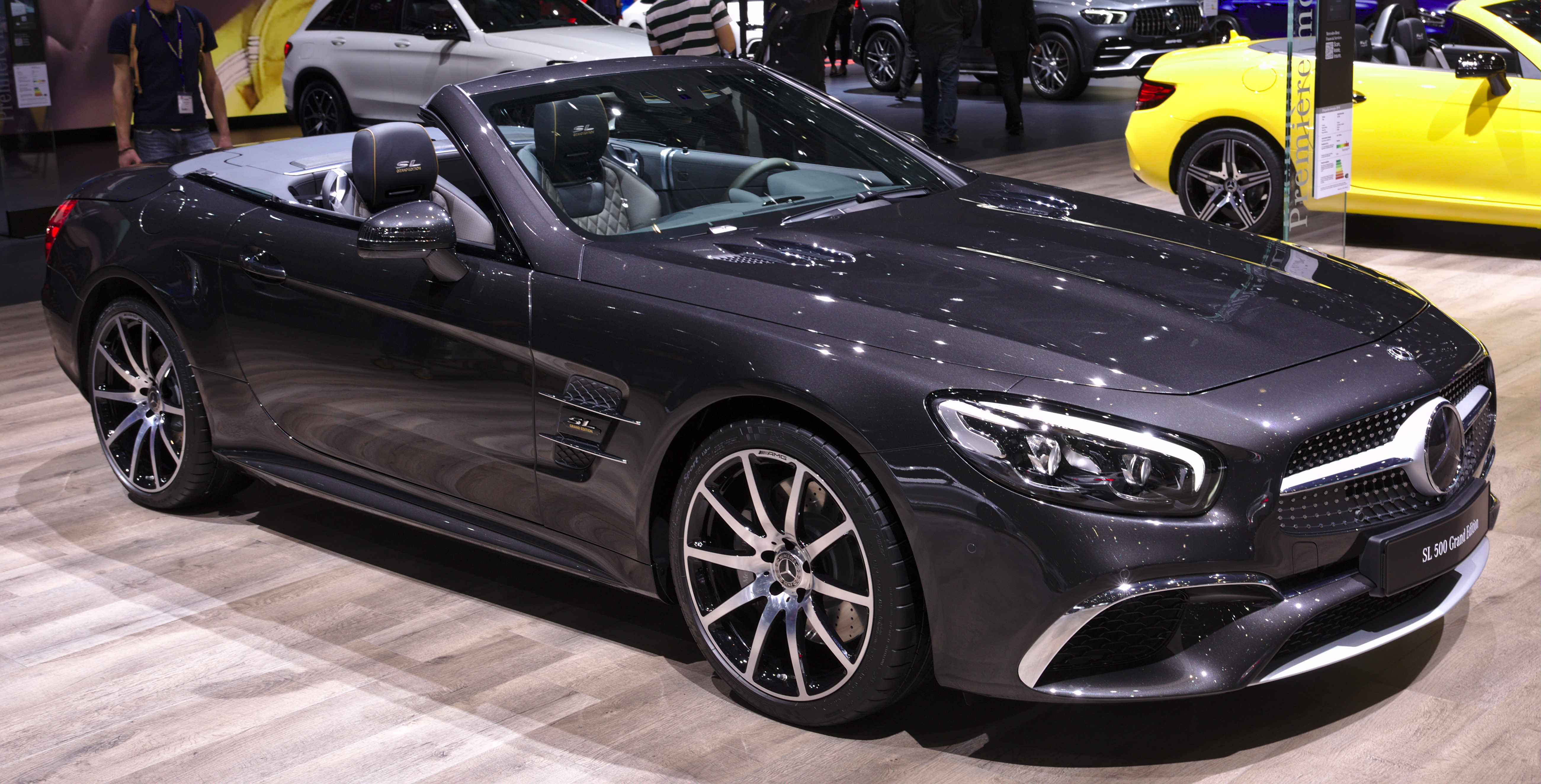
SL 500 Grand Edition (2019)
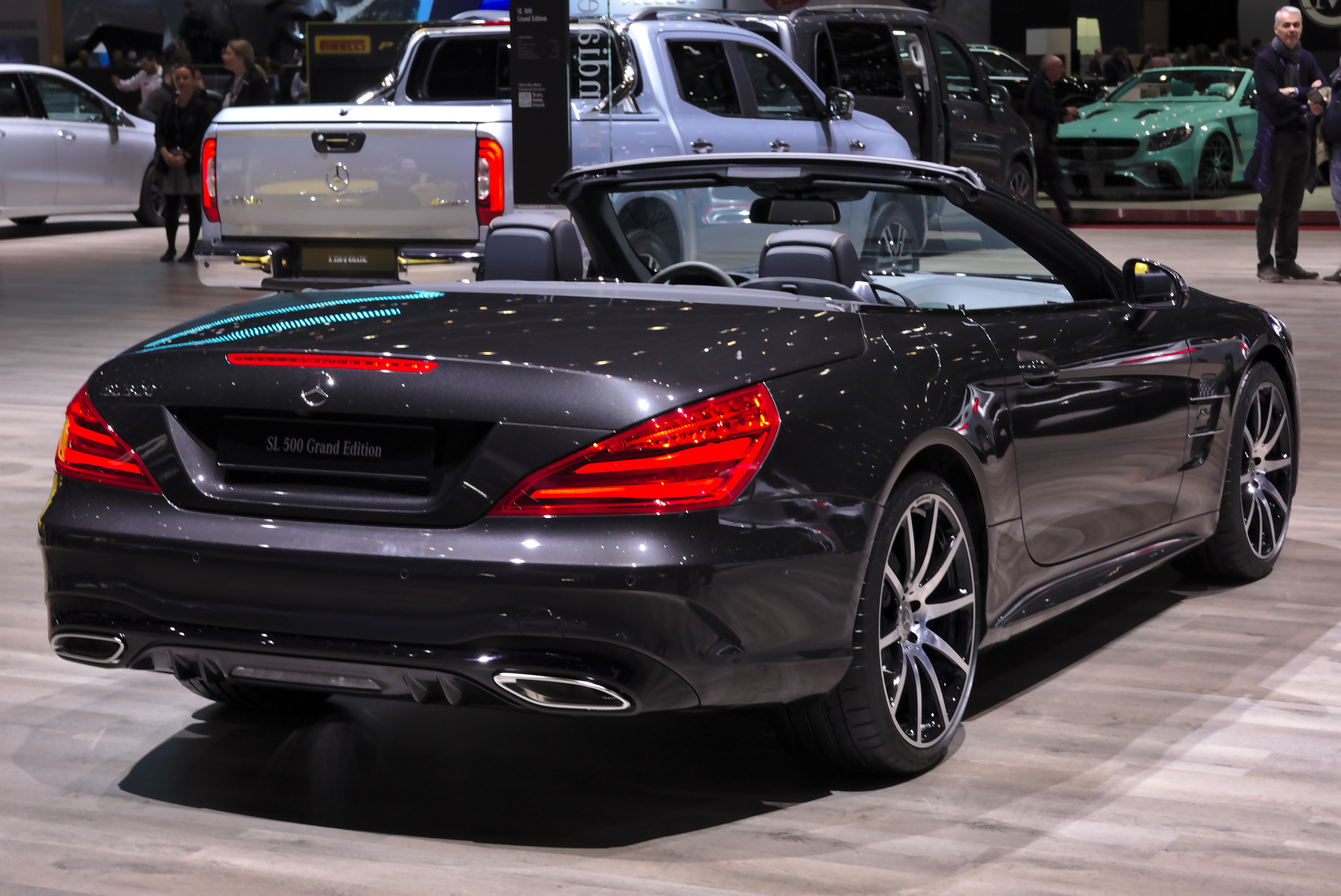
Heckansicht

## Innovationen

### Frontbass-System
Im R 231 findet eine neue Lautsprecherarchitektur ihren Ursprung. Die Hohlräume der Alukonstruktion am Längsträger werden als Resonanzraum für Verstärker und Klangkörper genutzt, was zu einem verbesserten Klang führen soll. Aufgrund der veränderten Anordnung befinden sich anstelle der Tiefmitteltöner in der Türe nun weitere Ablagemöglichkeiten.

### Magic Sky Control
Nach dem SLK (R 172) wird es das von Mercedes-Benz genannte Magic Sky Control auch im R 231 geben. Dabei handelt es sich um ein schaltbares Glasdach, das seinen Ursprung im Maybach hat. Der Unterschied zu normalen Glasdächern besteht darin, dass das Magic Sky Control die Wärme und die Strahlen der Sonne aus dem Innenraum abhält; außerdem kann man es variabel abdunkeln oder aber auch aufhellen. Im eingeschalteten Modus liegt die Temperatur auf Interieurteilen wie Armauflagen um bis zu 10 Grad Celsius unter den Werten mit konventionellem Grünglas.
Das Dach funktioniert durch die Physik eines Platten-Kondensators: Wird eine elektrische Spannung an die Glaskonstruktion angelegt, richten sich Teilchen im Glasaufbau so aus, dass Licht die Scheibe durchdringen kann. Bleibt die Spannung hingegen ausgeschaltet, bleiben die Partikel zufällig ausgerichtet. Dadurch wird das Licht teilweise blockiert, und die Scheibe bleibt dunkel. Demnach erwärmt sich der Innenraum weniger stark und die Klimaanlage wird entlastet, wenn das Dach dunkel geschaltet ist.

### Laderaum
Im R 231 besteht, wie auch schon beim Vorgängermodell R 230, die Möglichkeit bei geöffnetem Verdeck den Kofferraum besser zu erreichen, indem das im Heck liegende Dach auf Knopfdruck angehoben wird. Hierbei klappt bei geöffneter Heckklappe das Verdeck nach oben und stellt dadurch eine größere Öffnung zum Laderaum zur Verfügung.

## Technische Daten

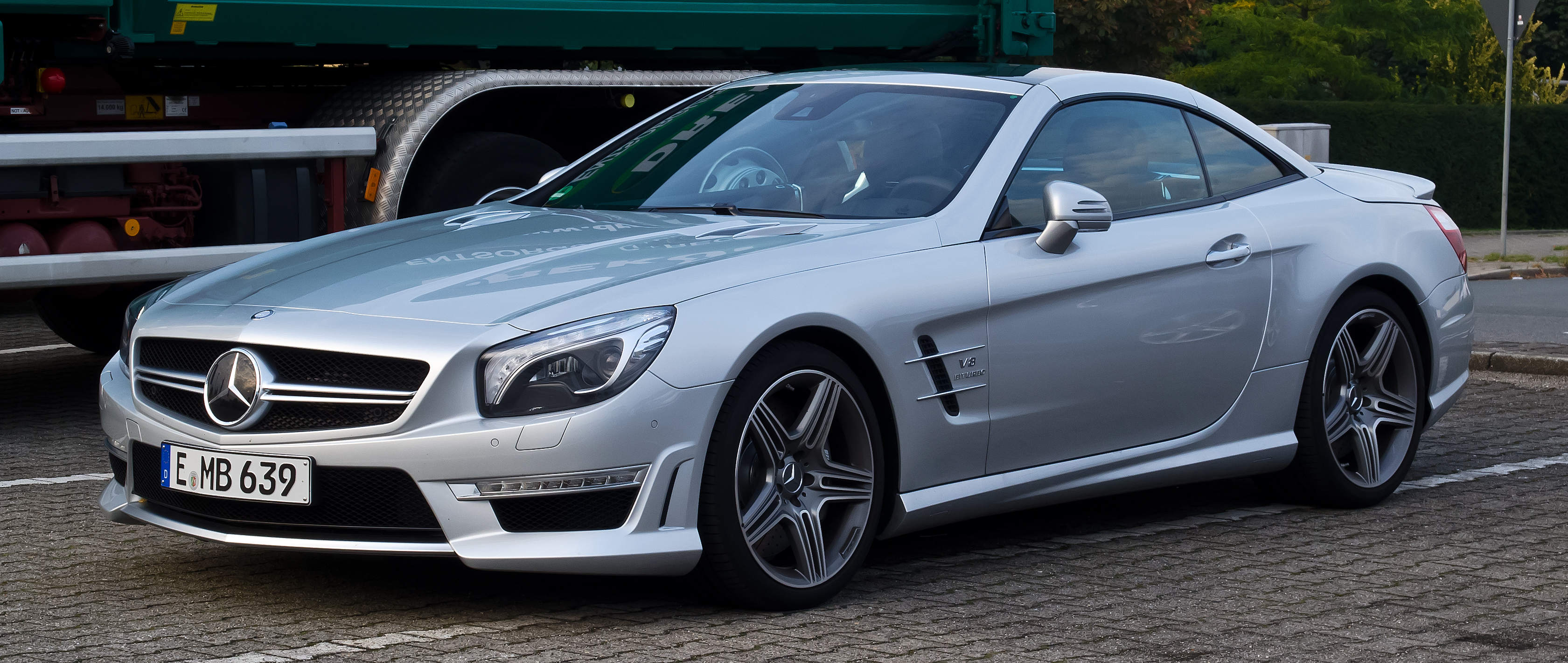
SL 63 AMG

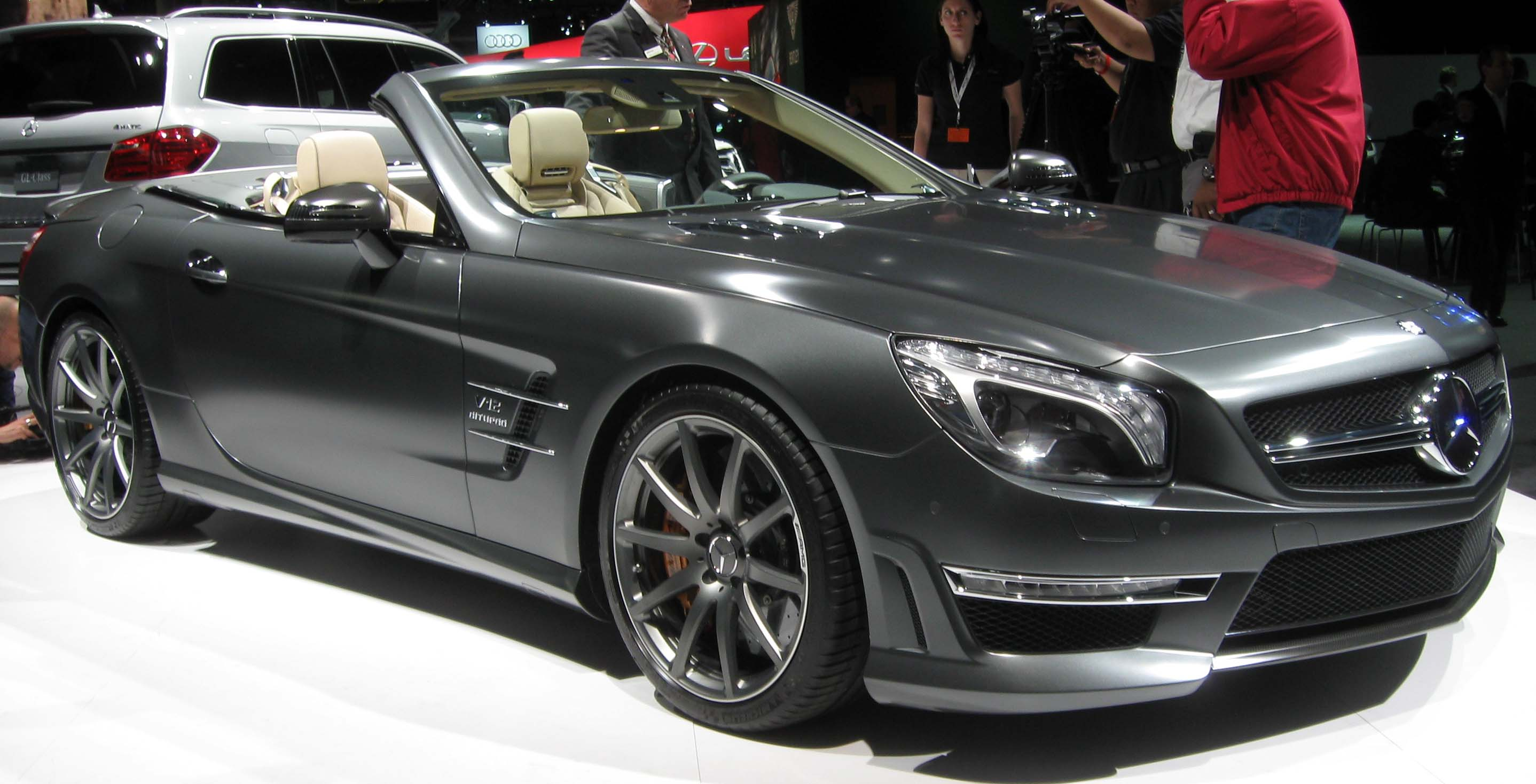
SL 65 AMG 45th ANNIVERSARY

### Motoren
Zum Marktstart Ende März 2012 standen zwei Motoren zu Auswahl, darunter ein 3,5 Liter großer V6-Ottomotor mit Direkteinspritzung (SL 350), der eine Leistung von 225 kW (306 PS) aufweist, sowie ein 4,7-Liter-V8-Ottomotor, der mit zwei Turboladern und Direkteinspritzung ausgerüstet ist und so auf eine Leistung von 320 kW (435 PS) kommt (SL 500). Im Mai wurde die Motorenpalette um den SL 63 AMG, der aus einem 5,5-Liter-V8-Ottomotor mit Direkteinspritzung und Biturboaufladung 395 kW (537 PS) leistet, erweitert. Außerdem erschien im September der SL 65 AMG, ein 6,0-Liter-V12-Ottomotor mit Biturboaufladung und einer Leistung von 463 kW (630 PS). Ab Juni 2014 ersetzt der 3,0 Liter große V6-Ottomotor mit Direkteinspritzung und zwei Turboladern im SL 400 den bisherigen Einstiegsmotor im SL 350. Gleichzeitig wird der SL 63 AMG in der Leistung auf 430 kW (585 PS) gesteigert.
| Kenngrößen                                  | SL 350                            | SL 400                            | SL 400                            | SL 400                            | SL 500                            | SL 500                                                                   | SL 500                           | SL 63 AMG                                                       | SL 63 AMG                               | SL 63 AMG                               | SL 65 AMG                         |
| Bauzeitraum                                 | 03/2012–05/2014                   | 06/2014–03/2016                   | 04/2016–07/2018                   | 07/2018–06/2020                   | 03/2012–05/2015                   | 06/2015–07/2018                                                          | 07/2018–06/2020                  | 05/2012–05/2014                                                 | 07/2018–05/2019                         | 06/2014–07/2018                         | 09/2012–07/2018                   |
| Motorkenndaten                              |                                   |                                   |                                   |                                   |                                   |                                                                          |                                  |                                                                 |                                         |                                         |                                   |
| Motorbezeichnung *                          | M 276 DE 35                       | M 276 DE 30 AL                    | M 276 DE 30 AL                    | M 276 DE 30 AL                    | M 278 DE 46 AL                    | M 278 DE 46 AL                                                           | M 278 DE 46 AL                   | M 157 DE 55 AL                                                  | M 157 DE 55 AL                          | M 157 DE 55 AL                          | M 279 E 60 AL                     |
| Motortyp                                    | V6-Ottomotor                      | V6-Ottomotor                      | V6-Ottomotor                      | V6-Ottomotor                      | V8-Ottomotor                      | V8-Ottomotor                                                             | V8-Ottomotor                     | V8-Ottomotor                                                    | V8-Ottomotor                            | V8-Ottomotor                            | V12-Ottomotor                     |
| Gemischaufbereitung                         | Direkteinspritzung                | Direkteinspritzung                | Direkteinspritzung                | Direkteinspritzung                | Direkteinspritzung                | Direkteinspritzung                                                       | Direkteinspritzung               | Direkteinspritzung                                              | Direkteinspritzung                      | Direkteinspritzung                      | Saugrohreinspritzung              |
| Motoraufladung                              | —                                 | Biturbo                           | Biturbo                           | Biturbo                           | Biturbo                           | Biturbo                                                                  | Biturbo                          | Biturbo                                                         | Biturbo                                 | Biturbo                                 | Biturbo                           |
| Hubraum                                     | 3498 cm³                          | 2996 cm³                          | 2996 cm³                          | 2996 cm³                          | 4663 cm³                          | 4663 cm³                                                                 | 4663 cm³                         | 5461 cm³                                                        | 5461 cm³                                | 5461 cm³                                | 5980 cm³                          |
| max. Leistung                               | 225 kW (306 PS) bei 6500/min      | 245 kW (333 PS) bei 5250–6000/min | 270 kW (367 PS) bei 5500–6000/min | 270 kW (367 PS) bei 5500–6000/min | 320 kW (435 PS) bei 5250/min      | 335 kW (455 PS) bei 5250/min                                             | 335 kW (455 PS) bei 5250/min     | 395 kW (537 PS) bei 5500/min [415 kW (564 PS) bei 5500/min] (1) | 420 kW (571 PS) bei 5500/min            | 430 kW (585 PS) bei 5500/min            | 463 kW (630 PS) bei 4800–5400/min |
| max. Drehmoment                             | 370 Nm bei 3500–5250/min          | 480 Nm bei 1600–4000/min          | 500 Nm bei 2000–4200/min          | 500 Nm bei 1800–4500/min          | 700 Nm bei 1800–3500/min          | 700 Nm bei 1800–3500/min                                                 | 700 Nm bei 1800–3500/min         | 800 Nm bei 2000–4500/min [900 Nm bei 2250–3750/min] (1)         | 900 Nm bei 2250–3750/min                | 900 Nm bei 2250–3750/min                | 1000 Nm bei 2300–4300/min         |
| Kraftübertragung                            |                                   |                                   |                                   |                                   |                                   |                                                                          |                                  |                                                                 |                                         |                                         |                                   |
| Antrieb, serienmäßig                        | Hinterradantrieb                  | Hinterradantrieb                  | Hinterradantrieb                  | Hinterradantrieb                  | Hinterradantrieb                  | Hinterradantrieb                                                         | Hinterradantrieb                 | Hinterradantrieb                                                | Hinterradantrieb                        | Hinterradantrieb                        | Hinterradantrieb                  |
| Getriebe, serienmäßig                       | 7-Gang-Automatik (7G-Tronic Plus) | 7-Gang-Automatik (7G-Tronic Plus) | Neunstufen-Automatik (9G-Tronic)  | Neunstufen-Automatik (9G-Tronic)  | 7-Gang-Automatik (7G-Tronic Plus) | 7-Gang-Automatik (7G-Tronic Plus) / Neunstufen-Automatik (9G-Tronic) (2) | Neunstufen-Automatik (9G-Tronic) | AMG SPEEDSHIFT MCT 7-Gang-Sportgetriebe                         | AMG SPEEDSHIFT MCT 7-Gang-Sportgetriebe | AMG SPEEDSHIFT MCT 7-Gang-Sportgetriebe | AMG SPEEDSHIFT PLUS 7G-TRONIC     |
| Messwerte                                   |                                   |                                   |                                   |                                   |                                   |                                                                          |                                  |                                                                 |                                         |                                         |                                   |
| Höchstgeschwindigkeit                       | 250 km/h (3)                      | 250 km/h (3)                      | 250 km/h (3)                      | 250 km/h (3)                      | 250 km/h (3)                      | 250 km/h (3)                                                             | 250 km/h (3)                     | 250 km/h (3) [300 km/h] (1) (3)                                 | 250 km/h (3) [300 km/h] (1) (3)         | 250 km/h (3) [300 km/h] (1) (3)         | 250 km/h (3) [300 km/h] (1) (3)   |
| Beschleunigung, 0–100 km/h                  | 5,9 s                             | 5,2 s                             | 4,9 s                             | 4,9 s                             | 4,6 s                             | 4,3 s                                                                    | 4,3 s                            | 4,3 s [4,2 s] 1                                                 | 4,1 s                                   | 4,1 s                                   | 4,0 s                             |
| Kraftstoffverbrauch auf 100 km (kombiniert) | 6,8–7,5 l Super                   | 7,3–7,7 l Super                   | 7,7 l Super                       | 8,2–8,4 l Super                   | 9,1–9,2 l Super                   | 9,0 l Super                                                              | 9,8 l Super                      | 9,9 l Super                                                     | 11,6 l Super                            | 9,9 l Super                             | 11,6 l Super Plus                 |
| CO2-Emission (kombiniert)                   | 159–176 g/km                      | 172–179 g/km                      | 175 g/km                          | 188–191 g/km                      | 212–214 g/km                      | 205 g/km                                                                 | 223 g/km                         | 231 g/km                                                        | 264 g/km                                | 231 g/km                                | 270 g/km                          |
| Abgasnorm nach EU-Klassifikation            | Euro 5                            | Euro 6                            | Euro 6                            | Euro 6d-TEMP                      | Euro 5                            | Euro 6                                                                   | Euro 6d-TEMP                     | Euro 5                                                          | Euro 6d-TEMP                            | Euro 6                                  | Euro 6                            |

* Die Motorbezeichnung ist wie folgt verschlüsselt:
M = Motor (Otto), Baureihe = 3-stellig, DE = Direkteinspritzung, E = Saugrohreinspritzung, Hubraum = Deziliter (gerundet), A = Abgasturbolader, L = Ladeluftkühlung

### Getriebe
Alle Modelle sind entweder mit einem 7-Gang-Wandler-Automatikgetriebe (7G-Tronic Plus) oder mit einer 9-Gang-Automatik ausgestattet. Eine Start-Stopp-Automatik ist serienmäßig.
Bei den AMG-Modellen wird zwischen zwei Getriebetypen unterschieden:
beim SL 63 AMG ist das AMG SPEEDSHIFT MCT 7-Gang-Sportgetriebe verbaut, bei welchem der herkömmliche Drehmomentwandler durch eine nasse, in einem Ölbad laufende Anfahrkupplung ersetzt wurde. Dank ihrer geringen rotatorischen Massenträgheit agiert das Getriebe äußerst spontan, dynamisch und ohne die wandlertypischen Verluste.
Beim SL 65 AMG findet das Getriebe AMG Speedshift Plus 7G-Tronic Verwendung. Hierbei wird durch eine große Spreizung für ein deutlich niedrigeres Drehzahlniveau gesorgt. Es ist auf maximalem Schaltkomfort ausgelegt, gewährleistet dabei aber auch einen sportlich agilen Gangwechsel. Hier steigern ein neuer Fuel-Economy-Wandler, reibleistungsreduzierte Lager und das Getriebeöl-Wärmemanagement die Effizienz der Kraftübertragung nochmals.

### Lenkung
Alle Modelle der Baureihe R 231 verfügen über eine elektromechanische Direktlenkung mit einer geschwindigkeitsabhängigen Lenkkraftunterstützung, auch Parameterlenkung genannt, welche standardmäßig in höherpreisigen Mercedes-Modellen verbaut wird. Die Übersetzung verändert sich über den gesamten Lenkradwinkel. Mit zunehmender Lenkraddrehung wird die Übersetzung demnach direkter, wodurch die Lenkradbewegungen beim Einparken oder beim Durchfahren eines Kreisverkehrs verringert werden. Der Wendekreis beträgt rund elf Meter.

### Fahrwerk
Serienmäßig kommt beim R 231 ein Fahrwerk mit einem adaptiven Dämpfungssystem zum Einsatz. Dieses passt die Dämpfkraft jedes einzelnen Rades dem Straßenzustand und Fahrstil an. Diese Verstellungen erfolgen innerhalb eines stufenlosen Dämpfungskennfeldes. Die Grundeinstellung des Dämpfungssystems – sportlich straff oder komfortabel weich – kann vom Fahrer festgelegt werden. Auf Wunsch ist auch das aktive Federungssystem Active Body Control erhältlich. Dabei handelt es sich um ein auf Stahlfedern basierendes und elektrohydraulisch gesteuertes aktives Fahrwerk, welches Wank- und Nickbewegungen kompensieren soll.

### Bremsen

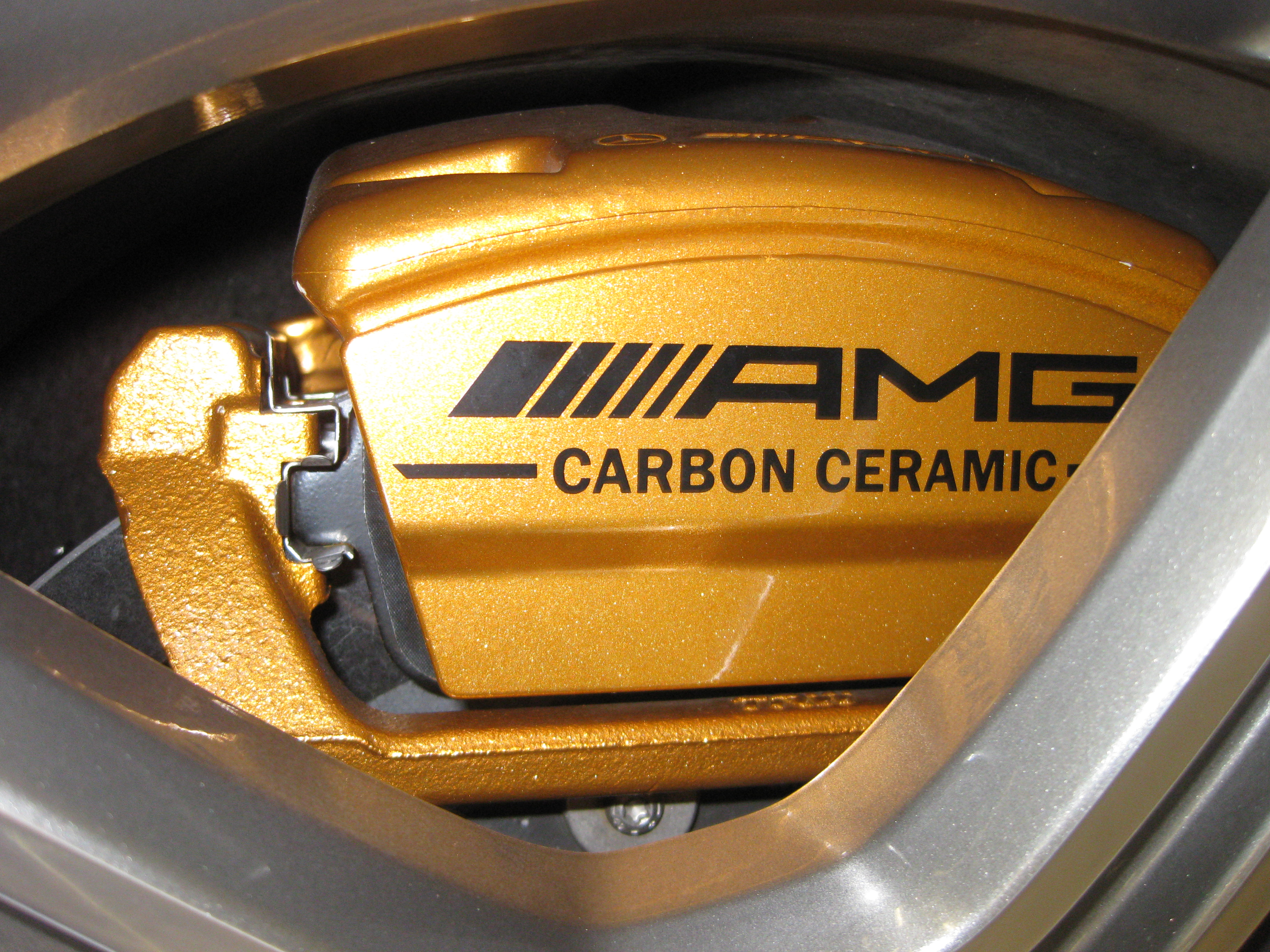
Verbundbremsanlage

Der R 231 verfügt vorne über Vier-Kolben-Festsattelbremsen in Aluminium-Monoblock-Ausführung und hinten über Ein-Kolben-Kombifaustsättel aus Aluminium. Die Scheibenbremsen sind rundum innenbelüftet und an der Vorderachse zusätzlich perforiert. Der SL 350 hat vorne Bremsscheiben mit einem Durchmesser von 342 mm und hinten von 320 mm. Beim SL 500 finden vorne 360 mm und hinten 320 mm große Bremsscheiben Verwendung. Beim SL 63 AMG und SL 65 AMG kommt an der Vorderachse eine Hochleistungs-Verbundbremsanlage mit 390 mm großen Verbundscheiben mit Sechs-Kolben-Festsätteln zum Einsatz, an der Hinterachse sind es stattdessen 360 mm große Integralscheiben mit Ein-Kolben-Faustsätteln. Auf Wunsch ist für diese beiden Modelle auch die Keramik-Hochleistungs-Verbundbremsanlage aus dem SLS AMG erhältlich.

### Karosserie
Mercedes-Benz setzte sich bei der Entwicklung des R 231 das Ziel einer deutlichen Gewichtsreduzierung. Beim SL kommt erstmals eine beinahe vollständig aus Aluminium gefertigte Rohkarosserie zum Einsatz. Durch den hohen Leichtmetallanteil sinkt ihr Gewicht im Vergleich zum Vorgängermodell um rund 110 kg auf nunmehr 254 kg. Weiterhin wird die Steifigkeit des Fahrzeugs durch den Einsatz von Aluminium erhöht. Eine Ausnahme bilden der Dachrahmen um die Windschutzscheibe, der weiterhin aus Stahl besteht, und der Heckdeckel, der aus einem Gemisch aus Kunststoff und Stahl gefertigt wird. Durch diese Maßnahmen konnte das Gesamtgewicht des fertigen Fahrzeuges um bis zu 140 kg gesenkt werden.
Durch die Optimierung der Karosserieform konnte auch der Luftwiderstandsbeiwert ({\displaystyle c_{w}}) gesenkt werden. Er beträgt 0,27 beim SL 350, womit er der strömungsgünstigste Roadster seiner Zeit ist.
Insgesamt wuchs der R 231 in allen Dimensionen. Mit 4,62 m ist er 55 mm länger als das Vorgängermodell,  der Radstand wurde um 15 mm auf 2,59 m vergrößert. Sowohl der vordere als auch der hintere Überhang wurden um rund 13 mm vergrößert. In der Breite legte der R 231 um 57 mm auf rund 1,88 m zu. Werden die Seitenspiegel in diese Berechnungen miteinbezogen, so verbreiterte sich das Fahrzeug auf 2,10 m (+ 30 mm). Der Innenraum wurde dadurch ebenfalls größer. Insgesamt verbreiterte sich der Innenraum um 28 mm.
Das vollelektrische Variodach des R 231 öffnet und schließt sich in etwas weniger als 20 Sekunden. Bei geschlossenem Verdeck beträgt das Kofferraumvolumen 381 l, wird ebendieses geöffnet, stehen 241 l zur Verfügung.